# Anatemnus angustus
Anatemnus angustus är en spindeldjursart som beskrevs av Vladimir V. Redikorzev 1938. Anatemnus angustus ingår i släktet Anatemnus och familjen Atemnidae. Inga underarter finns listade i Catalogue of Life.